# Бейхлинген, Вольф Дитрих фон
Граф (с 1701) Вольф Дитрих фон Бейхлинген (Бейхлинг; нем. Wolf Dietrich von Beichlingen; 1665, Радебург — 1725, там же) — саксонский государственный канцлер (1699—1703), андреевский кавалер (1703).

## Биография
Родился в 1665 году поблизости от Радебурга. Сын саксонского государственного деятеля Готфрида Германа фон Бейхлингена.
Сравнительно быстро пройдя все ступени бюрократической иерархии, в 1699 году Вольф Дитрих фон Бейхлиген, которому не было еще 35 лет, стал саксонским канцлером — главой внешнеполитического ведомства страны и де-факто вторым человеком в государстве после курфюрста. Он также был одним из крупнейших землевладельцев страны. В апреле 1700 года Бейхлинген приобрел поместье Хойерсверда за 200 000 талеров, а чуть позже прилегающее поместье в Бернсдорфе за 10 000 талеров. В 1703 году стал кавалером русского ордена Андрея Первозванного. 
Однако, на вершине саксонской политической пирамиды Бейхлинген продержался недолго. Его политическим противникам во главе с Якобом Генрихом фон Флеммингом и Августом Фердинандом фон Пфлугом удалось дискредитировать канцлера Бейхлингена перед курфюрстом Саксонии Августом Сильным. В 1703 году Бейхлинген был арестован вместе с супругой по приказу курфюрста и заключён в крепость Кёнигштайн. После этого канцелярию иностранных дел возглавил обер-гофмаршал фон Пфлуг (но без звания канцлера), тогда как управление Тайным советом досталось Флеммингу.
Супруга Бейхлингена была освобождена из-под стражи в 1707 году, но сам он оставался в заключении вплоть до 1709 года. В 1709 год Август Сильный не только освободил Бейхлингена но и назначил ему пенсию в 8 000 талеров в год и вернул ранее конфискованные поместья, что было равносильно признанию невиновности канцлера. Однако после этого Бейхлинген уже не оказывал влияния на государственные дела. Скончался он в 1725 году у себя в имении.